# 沈阳师范大学附属学校
沈阳师范大学附属学校，是中国辽宁省沈阳市的一所集小学、初中、高中为一体的学校，2000年建校，附属于沈阳师范大学，高中部为辽宁省省级示范性高级中学 。

## 校长

### 刘闺立
刘闺立，女，中共党员，沈阳市教育专家，2008年北京奥运会沈阳市火炬传递手，为沈阳师范大学附属学校创立者及首任校长，将一农村小学改造为沈阳师范大学附属学校。